# Alien Breed 3D
Pour la série de jeux dérivés, voir Alien Breed (série).
 (mars 2020).
Si vous disposez d'ouvrages ou d'articles de référence ou si vous connaissez des sites web de qualité traitant du thème abordé ici, merci de compléter l'article en donnant les références utiles à sa vérifiabilité et en les liant à la section « Notes et références ».
Alien Breed 3D est un jeu vidéo publié en 1995 sur Amiga 1200 et CD32, développé par Team 17 et édité par Ocean Software. Il est le quatrième épisode de la franchise Alien Breed.

## Développement
En 1993, avec la sortie de Doom sur compatibles PC, la mode aux jeux de tirs en 3D subjective envahit le marché du jeu vidéo.
L'objectif de Team 17 était d'arriver à mettre au point un moteur de jeu permettant de rivaliser avec celui de Doom et de proposer un jeu techniquement abouti sur les Amiga dotés du chipset AGA, CD32 inclus.
Sur une machine non étendue, il est toutefois recommandé de supprimer le maximum d'effets, notamment les textures au sol afin de bénéficier d'un framerate acceptable.
En 1996, Team 17 met gratuitement à disposition le code source du jeu à destination des utilisateurs d'Amiga.
Le jeu connait une suite sortie en 1996, Alien Breed 3D II: The Killing Grounds.